# Брітані Андерсон
Брітані Андерсон (3 січня 2001 , Ямайка ) — ямайська легкоатлетка, що спеціалізується на бігу з бар'єрами, призерка чемпіонатів світу.

## Кар'єра
| Рік                | Змагання                      | Місце проведення   | Місце              | Дисципліна             | Результат          | Примітки           |
| Представник Ямайка | Представник Ямайка            | Представник Ямайка | Представник Ямайка | Представник Ямайка     | Представник Ямайка | Представник Ямайка |
| ------------------ | ----------------------------- | ------------------ | ------------------ | ---------------------- | ------------------ | ------------------ |
| 2017               | Чемпіонат світу серед юнаків  | Найробі, Кенія     | 1                  | 100 метрів з бар'єрами | 12.72              |                    |
| 2018               | Чемпіонат світу серед юніорів | Тампере, Фінляндія | 2                  | 100 метрів з бар'єрами | 13.01              |                    |
| 2021               | Олімпійські ігри              | Токіо, Японія      | 8                  | 100 метрів з бар'єрами | 13.24              |                    |
| 2022               | Чемпіонат світу в приміщенні  | Белград, Сербія    | 4                  | 60 метрів з бар'єрами  | 7.96               |                    |
| 2022               | Чемпіонат світу               | Юджин, США         | 2                  | 100 метрів з бар'єрами | 12.23              |                    |